# 9368 Есаші
9368 Есаші (9368 Esashi) — астероїд головного поясу, відкритий 26 січня 1993 року.
Тіссеранів параметр щодо Юпітера — 3,567.